# Frank Barlow
Frank Barlow (19 aprile 1911 – 27 giugno 2009) è stato un medievista britannico.
Barlow studiò al St John's College di Oxford. Fu professore di storia all'Università di Exeter dal 1953 fino al pensionamento, nel 1976, quando divenne professore emerito. Fu membro della British Academy e della Royal Society of Literature,  e venne insignito dell'Ordine dell'Impero Britannico nel 1989 in occasione del genetliaco della regina Elisabetta «per i servizi resi nello studio della storia medievale inglese».

## Opere principali
- The Feudal Kingdom of England (1955)
- The Life of King Edward Who Rests at Westminster (1962, 2ª edizione 1992), curatore e traduttore
- Edward the Confessor (1970, 2ª edizione 1997)
- The English Church 1066–1154 (1979)
- The Norman Conquest and Beyond (1983)
- William Rufus (Berkeley, University of California Press, 1983)
- Frank Barlow, William Rufus, Berkeley, University of California Press, 1983, ISBN 978-0-520-04936-9, OCLC 8954468.
- Thomas Becket (1986)
- The Carmen de Hastingae Proelio of Guy Bishop of Amiens (1999), curatore e traduttore
- The Godwins: The Rise and Fall of a Noble Dynasty (2002)
- Writing Medieval Biography, 750-1250: Essays in Honour of Frank Barlow